# Dichaea muricata
Dichaea muricata (Sw.) Lindl. 1833  es una especie de orquídea perteneciente a la familia de las orquidáceas.

## Descripción
Es una especie herbácea de tamaño pequeño, colgante, pseudo-monopódica epífita que prefiere un lugar cálido. Es parecida a una caña colgante con varias hojas, en sentido estricto ovadas ,  florece  en una inflorescencia con fragantes flores de 1 a 2 cm de longitud que aparecen en el final de las axilas de las hojas. La floración se produce en invierno.

## Distribución
Se encuentra desde Haití, Jamaica, Trinidad y Tobago, Venezuela, Colombia, Perú y Brasil. 

## Sinonimia
- Cymbidium muricatum Sw. 1799;
- Dichaea bradeorum Schltr. 1923;
- Dichaea morrisii Fawc. & Rendle 1910;
- Dichaea moritzii Rchb.f. 1858;
- Dichaea muricata var. moritzii (Rchb.f.) Cogn. 1906
- Dichaea ovatipetala Schltr. 1923;
- Dichaea robusta Schltr. 1929;
- Dichaea similis Schltr. 1923;
- Dichaea verrucosa Ames & C.Schweinf. 1925
- Epidendrum muricatum (Sw.) Poir. 1810[1]